# Теорија нивоа обраде
Почетком седамдесетих година 20. века, когнитивни психолози Фергус Крејк и Роберт Локхарт предлажу приступ обради информација познат под називом теорија нивоа обраде. За разлику од модела Аткинсона и Шифрина, код којег је нагласак стављен на меморијске домене и њихове карактеристике, теорија нивоа обраде полази од претпоставке о постојању различитих начина кодова информација, тачније о различитим когнитивним нивоима на којима је стимулус обрађен.

## Теорија нивоа обраде
Појам "кодовање" односи се на обраду одређеног аспекта стимулуса и привремено или трајно задржавање тог аспекта у неком од меморијских домена. На пример, уколико би то била написана реч, њу је могуће кодовати на фонолошком нивоу, али и на нивоу значења и њених асоцијативних и семантичких веза. Типови кодовања се разликују по томе који се аспект стимулуса обрађује и задржава у неком од меморијских домена. Различити аспекти стимулуса захтеваће не само различите начине кодовања већ и ангажовање различитих компоненти система обраде информација. Обрада физичких карактеристика стимулуса одвија се у раним фазама обраде и не захтева обраду која би укључила приписивање значења, тј. процесе који се одвијају у дуготрајној меморији.
Насупрот томе, кодовање на нивоу значења подразумева активацију процеса у познијим фазама обраде који се одигравају у дуготрајној меморији. Дубљи нивои укључују и обраду која се одвија у ранијим фазама, па ће тако кодовање на нивоу значења укључити и обраду физичких и фонолошких карактеристика стимулуса.
По теорији нивоа обраде, анализа стимулуса обавља се кроз низ сукцесивних фаза, од нивоа физичких карактеристика до дубљих нивоа који укључују значење, при чему је за сваки ниво обраде одговоран посебан тип меморије. Разлика између појединих врста кодовања се огледа пре свега у трајању материјала, односно брзини губљења информација. Уколико је стимулус "дубље" обрађен, његово задржавање ће бити дуже. На пример, анализа ограничена само на физичке карактеристике стимулуса имати за последицу краткотрајно задржавање материјала. Уколико је стимулус именован, односно кодован на фонолошком нивоу, његово задржавање је дуже, а најдуже задржавање се добија уколико је обрађено значење стимулуса. Задаци препознавања и репродукције су део стандардне процедуре којима се испитују нивои обраде, односно трајање материјала у зависности од начина кодовања.

## Експеримент Крејка и Талвинга
О различитом трајању материјала у зависности од нивоа обраде на којем је обрађен убедљиво говоре налази огледа Крејка и Талвинга. Испитаницима су приказане три групе речи, а од њих је захтевано да одговоре да ли су речи:
- написане малим или великим словима
- да ли се приказана реч римује с одређеном речју
- да ли реч може да допуни недовршену реченицу

Оглед је био балансиран, тако да је у половини случајева одговор испитаника био позитиван, а у другој половини негативан. Пошто је завршен први део огледа, испитаницима је дата листа која је садржала већи број речи, а задатак испитаника је био да идентификују речи које су приказане у првом делу огледа. Добијени резултати показују да је највећи проценат препознатих речи био из групе у којој се захтевала допуна недовршене реченице (око 80%), нешто слабије препознавање добијено је за групу речи у у задатку у ком је требало одлучити да ли се реч римује са неком другом (око 50%), док је најслабије препознавање било за први задатак (око 20%).

## Критике
Иако широко прихваћена када се појавила, већ средином седамдесетих година ова теорија доживљава прве критике. Једна од најозбиљних се односи на циркуларност која је имплицитно садржана у основној идеји ове теорије. Наиме, дубину обраде је могуће одредити априори на основу брзине заборављања. Да би се избегла циркуларност, неопходно је одредити независан критеријум којим би се мерила дубина обраде, а то свакако није трајање информације, односно успешност репродукције или препознавања. Пошто овакав критеријум није задовољен, поменута циркуларност је остала највећа слабост теорије нивоа обраде. Други недостатак проистиче из претпоставке о серијалној обради која почиње кодовањем (обрадом) значења. Истраживања процеса читања, међутим, показују да је у питању паралелан процес у којем се различити нивои обраде одвијају симултано и интерактивно.
Упркос бројним замеркама, теорија нивоа обраде није одбачена. Иако су њене теоријске основе спорне, емпиријски налази показују да су ефекти различитих начина кодовања изузетно робусни, при чему је нарочито уочљива разлика у трајању информације између семантичког кода са једне, и графемског и фонолошког кода са друге стране. Семантички код подразумева не само већу дискриминативност већ и разноврсност, што је свакако један од кључних разлога дужег задржавања овако кодованог материјала.